# 古都 (1980年のテレビドラマ)
『古都』（こと）は、1980年1月7日から3月7日までTBS「花王 愛の劇場」枠にて放送された昼ドラマ。原作は川端康成の同名小説。

## キャスト
- 佐田千重子・苗子 - 岡江久美子
- 志垣太郎
- 河原崎建三
- 松下達夫
- 露原千草
- 長内美那子
- 小畠絹子
- 瀬川新蔵
- 春江ふかみ
- 山田はるみ
- 島岡安芸和
- 久世竜之介

## スタッフ
- 脚本：芹沢俊郎

## 主題歌
- 「古都の旅」
  - 作詞：木下龍太郎 / 作曲：平尾昌晃 / 歌：芹洋子